# Juan I de Holanda
Juan I de Holanda (1284-10 de noviembre de 1299, Haarlem) fue conde de Holanda desde 1296 a 1299. Era hijo de Florencio V, conde de Holanda, y de Beatriz de Flandes.
La muerte de Florencio V, en 1296,  causó graves disturbios en el condado de Holanda, a causa de la administración durante la minoría de edad del joven conde Juan, que fue llamado de la corte de Eduardo I de Inglaterra para suceder a su padre. Teodorico, conde de Clèves, Juan de Avesnes y Wolfert I van Borselen se disputaron durante algún tiempo su tutela. Sin embargo, Van Borselen, más hábil, habiendo recibido a Juan en Veere a su vuelta de Inglaterra, se atribuyó la regencia.
El regente adoptó una política de neutralidad respecto de Flandes y de Inglaterra. Sus extorsiones y sus violencias, pero sobre todo los cambios monetarios, con los que los comerciantes se sentían muy molestos, le atrajeron el odio de toda la nación.  Lo que acabó de perderle fue la osadía de atacar los privilegios del país, particularmente los de la ciudad de Dordrecht. Van Borselen creyó poder salvarse huyendo a Zelanda con su joven pupilo; pero fue arrestado y trasladado a la prisión de Delft, donde fue masacrado por el populacho el 1 de agosto de 1299.
Juan de Avesnes, conde de Henao, su pariente más próximo, que había disputado la regencia a Van Boserlen, se apoderó de ella tras su muerte.
Bien fuera envenenado por  su primo Juan de Avesnes bien a causa de una disentería, Juan I falleció en Haarlem, en la flor de la edad, el 10 de septiembre de 1299.

## Matrimonio
En 1297 Juan I se casó con la princesa Isabel de Rhuddlan hija de Eduardo I de Inglaterra y de su primera esposa Leonor de Castilla (1241-1290). El matrimonio no tuvo descendencia.